# Jürgen Schmidt (Eisschnellläufer)
Jürgen Schmidt (* 11. Juli 1941 in Berlin) ist ein ehemaliger deutscher Eisschnellläufer.
Schmidt, der für den Berliner TSC startete, nahm von 1959 bis 1966 an internationalen Wettbewerben teil. Dabei belegte er bei der Mehrkampfweltmeisterschaft 1961 in Göteborg den 28. Platz, bei der Mehrkampfweltmeisterschaft 1962 in Moskau den 16. Rang und bei der Mehrkampfweltmeisterschaft 1963 in Karuizawa den 37. Platz im Großen Vierkampf. In der Saison 1963/64 wurde er DDR Meister über 1500 m, 5000 m, 10.000 m sowie im Großen Vierkampf und errang bei seiner einzigen Teilnahme an Olympischen Winterspielen im Februar 1964 in Innsbruck jeweils den 39. Platz über 1500 m und 5000 m.

## Persönliche Bestzeiten
| Disziplin | Zeit        | Datum             | Ort       |
| --------- | ----------- | ----------------- | --------- |
| 500 m     | 43,6 s      | 22. Dezember 1963 | Inzell    |
| 1000 m    | 1:35,9 min  | 13. Januar 1960   | Davos     |
| 1500 m    | 2:14,5 min  | 28. Januar 1964   | Innsbruck |
| 3000 m    | 4:50,7 min  | 29. Januar 1966   | Zakopane  |
| 5000 m    | 8:16,3 min  | 18. Januar 1964   | Innsbruck |
| 10.000 m  | 17:04,6 min | 7. März 1964      | Berlin    |